# 周士观
周士观（1892年—1984年），原名景澍，号双松，男，福建福州人，中国政治人物，曾任中国民主建国会中央委员会副主席。

## 生平
周士观1917年自北京高等工业专门学校应用化学科毕业后，前往美国留学。1922年获威斯康辛大学化学硕士学位。回国后，他长期参加实业以及教育卫生工作，是中国首部药典《中国药典》的编审。抗日战争期间，他于1940年起先后当选第一至三届国民参政会参政员。1945年后曾任重庆弹子石机器厂管理处经理，闽、台建设促进会主任委员，上海中国工矿银行总经理等职。1949年加入中国民主建国会，并参加了中国人民政治协商会议第一届全体会议。
中华人民共和国成立后，周士观担任过民建中央常委、副主任委员、副主席。1984年逝世。

## 社会兼职
曾任政务院参事，中国围棋协会北京棋院主席，第二、三、六届全国政协委员，第四、五届全国政协常委等职。

## 家庭
父亲周登皞。